# Thorsgade
Thorsgade er en gade på Ydre Nørrebro i Mimersgadekvarteret også kaldet Det mytologiske kvarter . Thorsgade er en sidegade til Nørrebrogade, der krydser Mimersgade og ender ud i Tagensvej.
Gaden er opkaldt efter den nordiske mytologis krigs- og tordengud Thor, der skaber torden ved at køre over himlen med bukkeforspand. Thorsgade blev stadfæstet som navnet på gaden (der dog aldrig havde kaldtes andet) i 1927.

## Thorsgades udseende i dag
Enden op mod Tagensvej er i dag ret stille. Der er mange fornemme og uens beboelsesejendomme fra århundredskiftet. Bortset fra en kæmpestor cykelforretning er der ikke mange butikker i gaden i denne ende af Thorsgade. Andelsboligforeningen Thorsborg har en lille indhegnet have på hjørnet af Ydunsgade. I den modsatte ende finder man bl.a. tre brune værtshuse og selskabslokaler. De to af værtshusene lukkede i 2007. Ellers er der langt overvejende beboelse i Thorsgade.
Der er meget stor forskel på Thorsgades ene ende og den anden. Skiftet sker, da den krydser Mimersgade. Stykket mellem Mimersgade og Tagensvej er swunget, nærmest som gaden i en middelalderby og bred. Stykket mellem Mimersgade og Nørrebrogade er derimod lineallige og ensartet. Det ene af hjørnehusene ud mod Tagensvej er tildelt høj bevaringsværdi. Gaden er ensrettet fra Nørrebrogade til Dagmargade.

## Thorsgades historie
I Thorsgade – få meter fra Tagensvej – lå Tagensmølle, der også blev kaldt for Jagtvejens Mølle og Thorsgades Mølle. Møllen malede mel helt frem til slutningen af 1890'erne. Senere blev møllen omdøbt til Jagtvejens Mølle og Brødfabrik, og bagte brød frem til 1917 hvor Brødfabrikken blev opslugt af et nyoprettet A/S der bestod af i alt 9 Københavnske Brødfabrikker. Selskabet havde Bagermester Schulstad ved roret.
I 1870 var der kun 5 husnumre i Thorsgade (1,3,5, og 2, og 4). Gaden var kort, og udgjordes af en ca. vinkelret forbindelse mellem Odinsgade og Dagmarsgade. I 1870 boede i alt 22 familier i gaden (jf. folketælling af 1. februar 1870). Thorsgade var (jf. J. P. Trap's Topografiske bykort fra 1879, se evt.: http://stormp.kk.dk/rhb/5tv.htm (Webside+ikke+længere+tilgængelig)) på dette tidspunkt ikke ført igennem til Nørrebrogade (som hed Lygtevei på det tidspunkt), og den var, i sagens natur, heller ikke ført igennem til Tagensvej. Thorsgade føres igennem til Nørrebrogade (Lygtevei) på et tidspunkt mellem 1879 0g 1900.
Thorsgade var i 1900 en af de større gader i det endnu ikke helt udbyggede område, og der var masser af gadeliv og småhandlende, såsom slagtere, cigarhandlere, mejerister, en xylograf og en tøffelmager.
Thorsgade blev først ført igennem til Tagensvej umiddelbart efter at Jagtvejens Mølle og Brødfabrik var nedrevet i 1917. Strækningen af Thorsgade fra daværende Rosagade (Mimersgade) og op til Tagensvej kaldtes i starten "Thorsgades forlængelse".

## Særlig bebyggelse på Thorsgade
I Thorsgade ligger den tidligere Samuels Kirke, som er fredet. Bygningsarbejdet begyndte i 1924, og den stod færdig i 1932. Arkitekten hed Carl Schøitz. Samuels Kirke er opkaldt efter drengen fra Det Gamle Testamente, som hørte Gud kalde på sig og svarede ”Tal Herre! Din tjener hører!”, hvilket også var slogan for kirkens arbejde. Kirken blev taget ud af drift i 2013 og fungerer nu som Samuels Hus.
Huset til venstre for kirken (nr. 63) er tildelt høj bevaringsværdi. Bemærk den fine frise over indgangsdøren, hvor der står ”Arbejde adler 1934”, og motivet er en arbejder med en hakke og store træsko. I dag ligger værestedet Oasen i samme bygning.
Nr. 50: Frelsens Hær fra 1913, ca. 1920 udvidet med vuggestue.
Nr. 54: En fin gulmalet murstensvilla, der er ret aparte i forhold til de andre 4-5 etagers ejendomme i gaden.
Nr. 79-81: Fra ca. 1900. Bemærk den usædvanlige trappeopgang, hvor trappevinduerne følger trappen, endda med to smalle, buede vinduer både øverst og nederst. Afsluttes med en fronton med en top, der ligner stævnen fra et vikingeskib.
Nr. 87-93: Fra ca. 1900. Bemærk områdets mest særprægede vinduer i bredformat, et langt, smalt vindue øverst, med T-formede sprosser. Bygningen byder også på en del smukke mønsterprægede mursten og leg med materialerne.
Nr. 95-97: Thorsgades nyeste bygning, et flot buet skelet af beton er nydeligt beklædt med glaspartier og varmtrøde plader. Porten er grafittimalet af MuchoAmigo i 2007, værket hedder "For et Nørrebro med plads til det hele".

## Læs mere
Poul Kragelunds erindringer fra Nørrebro og Vangede har base i Thorsgade, hvor hans bedsteforældre boede.
Kragelund, Poul: Så vidt jeg husker.